# Choimorski-Dazan

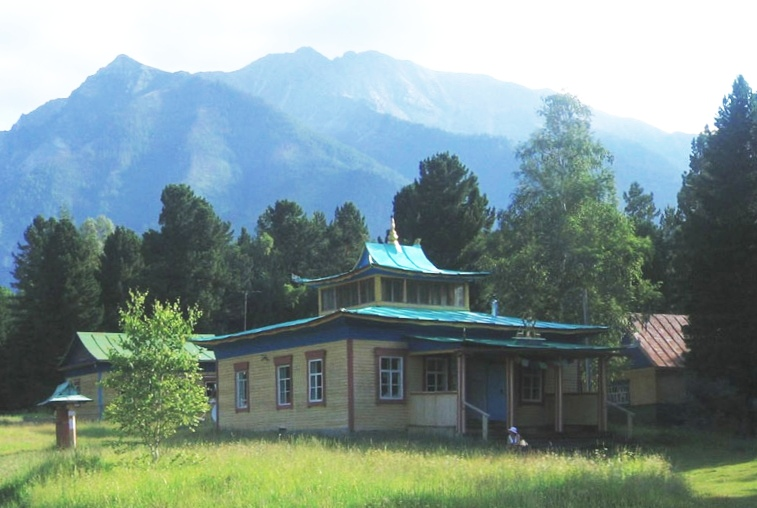
Choimorski-Dazan „Bodhidharma“

Der Choimorski-Dazan (russisch Хойморский дацан) ist ein Dazan (buddhistisches Kloster mit Lehrstätte) in der Ortschaft Arschan in Burjatien, Russland. Er wurde 1917 gegründet und bereits 1927 wieder geschlossen. Die Gebäude wurden enteignet und anderen Verwendungszwecken zugeführt.
Zu Beginn der 1990er Jahre wurde der Dazan nahe dem Ort neu errichtet und erhielt den Namenszusatz „Bodhidharma“. Auf seinem jetzigen Gelände wurden zwei Stupas errichtet.